# The Glitch Mob

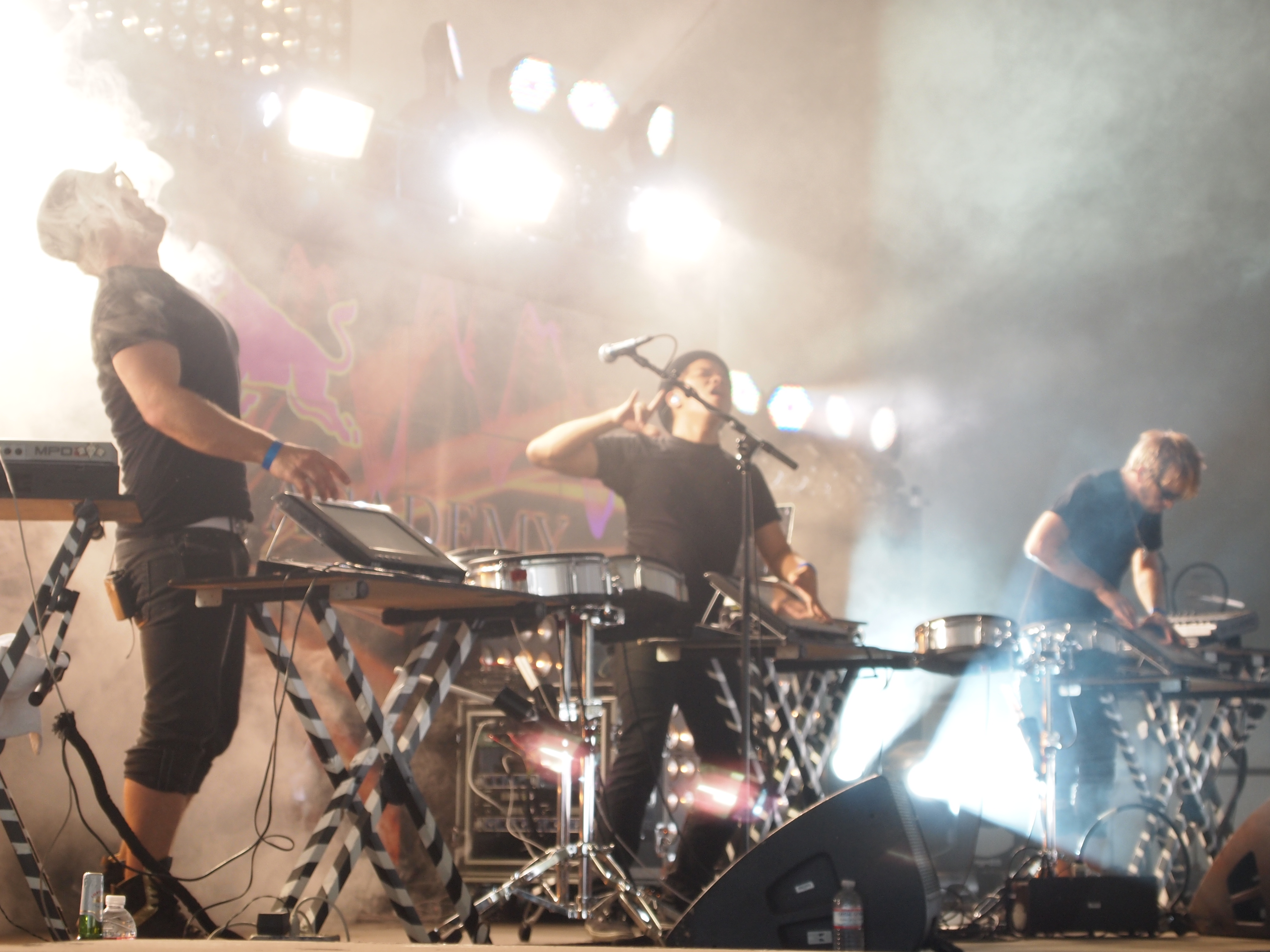
Boreta, ediT, Ooah - Electric Zoo Festival 2010.

The Glitch Mob är ett electronica-band från Los Angeles, CA (Kalifornien), bestående av Ed Ma (edIT), Justin Boreta (Boreta), och Josh Mayer (Ooah). De skapar musik i genrerna electronica, glitch musik, syntpop och industrimusik.
Gruppens debutalbum, Drink the Sea nådde en topplats på "CMJ Top 200 Chart for College Radio", och kom till slut på 57:e plats. Deras första singel "Drive It Like You Stole It" var tvåa på XLR8Rs Top Downloads för 2010 års lista.

## Diskografi

### Album
- 2010 – Drink the Sea
- Drink the Sea - The Remixes (2011)
- Love Death Immortality (2014)
- Love Death Immortality Remixes (2015)
- Piece of the Indestructible (2015)

### EP-skivor
- We Can Make the World Stop (2011)
- Piece of the Indestructible (2015)

### Singlar
- "Episode 8 (feat. D-Styles)" (2009)
- "Black Aura (feat. Theophilus London)" (2009)
- "Beyond Monday" (2010)
- "Drive It Like You Stole It" (2010)
- "Warrior Concerto" (2011)
- "Bad Wings" (2011)
- "We Can Make the World Stop" (2011)
- "Can't Kill Us" (2013)
- "Better Hide, Better Run (feat. Mark Johns)" (2015)

### Mixtapes
- Crush Mode (2008)
- Local Area Network (2009)
- Drink the Sea Part II: The Mixtape (2010)
- More Voltage (2011)

### Remixar
- Matty G - "West Coast Rocks (The Glitch Mob Remix)" (2008)
- Evil Nine - "All the Cash (The Glitch Mob Remix)" (2008)
- Coheed and Cambria - "Feathers (The Glitch Mob Remix)" (2008)
- STS9 - "Beyond Right Now (The Glitch Mob Remix)" (2008)
- TV on the Radio - "Red Dress (The Glitch Mob Remix)" (2009)
- Nalepa - "Monday (The Glitch Mob Remix)" (2009)
- Linkin Park - "Waiting for the End (The Glitch Mob Remix)" (2010)
- Krazy Baldhead - "The 4th Movement (The Glitch Mob Remix)" (2010)
- Daft Punk - "Derezzed (The Glitch Mob Remix)" (2011)
- The White Stripes - "Seven Nation Army (The Glitch Mob Remix)" (2011)
- Bassnectar - "Heads Up (The Glitch Mob Remix)" (2012)
- The Prodigy - "Breathe (The Glitch Mob Remix)" (2012)
- Metallica - "Lords of Summer (The Glitch Mob Remix)" (2015)

## Musikvideor
- "Beyond Monday" (2010)
- "Between Two Points" (2011)
- "We Can Make The World Stop" (2011)
- "Can't Kill Us" (2013)